# Т-51
Т-51 — проект лёгкого танка, разрабатывавшийся КБ завода № 185 в рамках темы «Замок» в 1937—1938 гг.

## История разработки

### Техническое задание
В конце 1937 года АБТУ выдало КБ завода №185 под руководством и. о. начальника Россе задание на разработку эскизного проекта лёгкого двухместного колёсно-гусеничного неплавающего танка «для дальней разведки и глубоких рейдов конно-механизированных групп». Задание ограничивало массу танка 8 тоннами и предусматривало компоновку по типу танков Кристи и вооружение, состоящее из 12,7-мм пулемёта ДК (боекомплект 500 патронов), спаренного с 7,62-мм пулемётом ДТ (боекомплект 2500 патронов). За образец ходовой части предлагалось принять ходовую часть шведского танка Landsverk L-30, в котором переход с гусеничного хода на колесный осуществлялся экипажем без покидания машины — колеса опускались и поднимались на специальных рычагах.

### Итог проектирования
В январе техническое задание по ходатайству начальника АБТУ Д. Павлова было изменено — предлагалось усилить вооружение по типу танков БТ (45-мм полуавтоматическая или 37-мм автоматическая пушка). В случае установки 45-мм полуавтомата экипаж следовало дополнить третьим членом, заряжающим. В результате этих изменений масса танка возросла, и использование ходовой части по типу танка L-30 стало невозможным, в результате чего работы по проекту были свёрнуты, и началась разработка проекта Т-116.